# Kadın
Kadın ist eine türkische Dramaserie, die von 2017 bis 2020 auf dem Sender FOX ausgestrahlt wurde. Die Serie basiert auf dem japanischen Drama Woman von 2013.

## Inhalt
Die Serie erzählt die bewegende Geschichte von Bahar Çeşmeli, einer jungen Mutter, die nach dem vermeintlichen Tod ihres Mannes Sarp allein mit ihren zwei Kindern, Nisan und Doruk, in einem armen Viertel Istanbuls lebt. Trotz zahlreicher Herausforderungen kämpft sie unermüdlich für das Wohl ihrer Familie. Im Verlauf der Serie wird Bahar mit gesundheitlichen Problemen konfrontiert und entdeckt, dass ihr totgeglaubter Ehemann noch lebt, was ihr Leben erneut auf den Kopf stellt.

## Produktion
Produziert wurde sie von Med Yapım und MF Yapım. Die Regie führten Merve Girgin und Nadim Güç. Hauptdarstellerin ist Özge Özpirinçci in der Rolle der Bahar Çeşmeli. Die Serie umfasst drei Staffeln mit insgesamt 81 Episoden und wurde am 24. Oktober 2017 auf FOX ausgestrahlt. Die letzte Folge erschien am 4. Februar 2020. Die Dreharbeiten fanden in Istanbul statt. Die Musik zur Serie komponierten Cem Tuncer und Ercüment Orkut.